# Роджано-Гравіна
Роджано-Гравіна, Роджано-Ґравіна (італ. Roggiano Gravina, сиц. Ruggianu) — муніципалітет в Італії, у регіоні Калабрія,  провінція Козенца.
Роджано-Гравіна розташоване на відстані близько 400 км на південний схід від Рима, 90 км на північний захід від Катандзаро, 37 км на північ від Козенци.
Населення — 7217 осіб (2014).
Щорічний фестиваль відбувається 3 грудня. Покровитель — San Francesco di Paola.

## Демографія
Населення за роками:

Станом на 1 січня 2023 року в муніципалітеті офіційно проживало 436 іноземців з 33 країн, серед них 120 громадян країн Євросоюзу та 3 громадяни України.

## Сусідні муніципалітети
- Альтомонте
- Мальвіто
- Сан-Лоренцо-дель-Валло
- Сан-Марко-Арджентано
- Сан-Сості
- Санта-Катерина-Альбанезе
- Тарсія